# Thomas Roach
Pour les articles homonymes, voir Roach.
Thomas Roach, né le 23 septembre 1980 dans le Sussex de l'Est, est un professeur de botanique et un coureur de fond britannique établi en Autriche. Il a remporté la médaille d'argent sur l'épreuve de trail court aux championnats du monde de course en montagne et trail 2023.

## Biographie
Thomas Roach naît dans le Sussex de l'Est près de Brighton. Il pratique l'athlétisme dans sa jeunesse en rejoignant le club de Lewes. À l'âge de seize ans, il décide d'entreprendre des études en biologie. Il commence ses études à l'University College de Londres puis obtient un master à l'université du Sussex. Après avoir obtenu un doctorat, il obtient un poste de professeur assistant à l'université d'Innsbruck au département de biologie et s'installe à Pettnau. Il devient par la suite professeur associé.
Le 17 avril 2016, il s'illustre lors du marathon de Brighton en terminant meilleur Britannique en sixième position avec le temps de 2 h 27 min 30 s.
Le 14 avril 2019, il prend le départ du marathon de Linz qui accueille les championnats d'Autriche de la discipline. Partant sur un rythme élevé, il parvient à maintenir son allure et termine dixième en 2 h 24 min 8 s derrière les coureurs africains. Bien que n'ayant pas la nationalité autrichienne, il y réside depuis six ans et est donc éligible pour les championnats nationaux. Il remporte ainsi le titre de champion d'Autriche du marathon,.
Le 4 septembre 2021, il prend part aux championnats du monde masters de course en montagne courus dans le cadre de la course de Schlickeralm. Il signe le meilleur temps absolu en 58 min 5 s et s'impose dans la catégorie M40. Il est cependant testé positif au Carboxy-THC. Il est disqualifié de la course et perd son titre qui revient à l'Autrichien Simon Lechleitner. En octobre, il participe au Tour de Tirol et s'impose au classement général en remportant les trois étapes.
Le 3 septembre 2022, il efface sa déconvenue de l'année précédente en remportant le titre de champion du monde masters de course en montagne en catégorie M40 en signant le meilleur temps de la journée à Clonmel. Il réalise une solide saison en Golden Trail National Series et remporte le classement général grâce à ses trois victoires durant la saison. Il défend avec succès son titre au Tour de Tirol et dominant à nouveau toutes les étapes. Qualifié pour la finale de la Golden Trail World Series à Madère, il crée la sensation lors de la deuxième étape en s'adjugeant la deuxième place derrière le grand favori Rémi Bonnet.
Le 29 avril 2023, il prend pour la première fois le départ de la Three Peaks Race. Sur un parcours légèrement modifié, il prend un bon départ et accélère dans la montée sur Pen-y-ghent pour larguer ses adversaires. Il manque de se perdre lors de la montée sur Whernside mais parvient à rester en tête. Il s'impose finalement avec près de sept minutes d'avance sur l'Écossais Alexander Chepelin. Grâce à sa victoire, il obtient son ticket pour les championnats du monde de course en montagne et trail à Innsbruck. Il y prend le départ de l'épreuve de trail court et tire avantage de la connaissance du terrain pour mener la première partie de course. Il voit revenir sur lui le champion en titre Stian Hovind-Angermund. Ce dernier parvient à accélérer en fin de course pour passer en tête et défendre avec succès son titre. Thomas Roach continue sa course sur son rythme et s'offre la médaille d'argent. Avec Jonathan Albon cinquième et Kristian Jones huitième, il remporte de plus la médaille d'or au classement par équipes.

## Palmarès

### Route
| Année | Compétition                         | Lieu     | Place | Épreuve           | Performance     |
| ----- | ----------------------------------- | -------- | ----- | ----------------- | --------------- |
| 2016  | Marathon de Brighton                | Brighton | 6e    | Marathon          | 2 h 27 min 30 s |
| 2019  | Championnats d'Autriche de marathon | Linz     | 1er   | Marathon          | 2 h 24 min 8 s  |
| 2021  | Söller Zehner                       | Söll     | 1er   | 10 kilomètres     | 33 min 12 s     |
| 2021  | Tour de Tirol                       | Söll     | 1er   | Course par étapes | 5 h 43 min 25 s |
| 2022  | Söller Zehner                       | Söll     | 1er   | 10 kilomètres     | 33 min 7 s      |
| 2022  | Tour de Tirol                       | Söll     | 1er   | Course par étapes | 5 h 46 min 18 s |
| 2023  | Söller Zehner                       | Söll     | 1er   | 10 kilomètres     | 32 min 34 s     |
| 2023  | Tour de Tirol                       | Söll     | 1er   | Course par étapes | 5 h 38 min 3 s  |
| 2024  | Söller Zehner                       | Söll     | 1er   | 10 kilomètres     | 34 min 9 s      |
| 2024  | Tour de Tirol                       | Söll     | 1er   | Course par étapes | 5 h 54 min 48 s |

### Trail
| no  | masculin           | Course                                                    | Longueur | Départ           | Temps           |
| --- | ------------------ | --------------------------------------------------------- | -------- | ---------------- | --------------- |
| 3e  | Médaille de bronze | Innsbruck Alpine Trailrun Festival - K42                  | 42 km    | 4 mai 2019       | 3 h 15 min 27 s |
| 1re | Médaille d'or      | Kaisermarathon                                            | 42,2 km  | 9 octobre 2021   | 3 h 22 min 29 s |
| 1re | Médaille d'or      | Pölven Trail                                              | 23 km    | 10 octobre 2021  | 1 h 47 min 43 s |
| 1re | Médaille d'or      | Innsbruck Alpine Trailrun Festival - K65                  | 61 km    | 7 mai 2022       | 4 h 34 min 45 s |
| 1re | Médaille d'or      | Zugspitz Basetrail                                        | 24 km    | 16 juillet 2022  | 1 h 24 min 13 s |
| 1re | Médaille d'or      | Championnats du monde masters de course en montagne - M40 | 10,64 km | 3 septembre 2022 | 42 min 0 s      |
| 1re | Médaille d'or      | GutsMuths-Rennsteiglauf 30km Trail                        | 30 km    | 1er octobre 2022 | 2 h 15 min 6 s  |
| 1re | Médaille d'or      | Kaisermarathon                                            | 42,2 km  | 8 octobre 2022   | 3 h 30 min 49 s |
| 1re | Médaille d'or      | Pölven Trail                                              | 23 km    | 9 octobre 2022   | 1 h 42 min 21 s |
| 1re | Médaille d'or      | Three Peaks Race                                          | 37,4 km  | 29 avril 2023    | 2 h 53 min 28 s |
| 2e  | Médaille d'argent  | Championnats du monde de trail - Court                    | 45,2 km  | 8 juin 2023      | 4 h 21 min 18 s |
| 1re | Médaille d'or      | Course de Schlickeralm                                    | 11,5 km  | 9 septembre 2023 | 59 min 9 s      |
| 1re | Médaille d'or      | Kaisermarathon                                            | 42,2 km  | 7 octobre 2023   | 3 h 19 min 38 s |
| 1re | Médaille d'or      | Pölven Trail                                              | 23 km    | 8 octobre 2023   | 1 h 45 min 50 s |
| 1re | Médaille d'or      | Innsbruck Alpine Trailrun Festival - K42                  | 42,5 km  | 4 mai 2024       | 3 h 30 min 31 s |
| 4e  | 4e                 | Championnats d'Europe de trail                            | 58 km    | 1er juin 2024    | 5 h 9 min 51 s  |
| 1re | Médaille d'or      | Kaisermarathon                                            | 42,2 km  | 5 octobre 2024   | 3 h 30 min 12 s |
| 1re | Médaille d'or      | Pölven Trail                                              | 23 km    | 6 octobre 2024   | 1 h 50 min 26 s |

## Records
| Épreuve       | Performance    | Date            | Lieu      |
| ------------- | -------------- | --------------- | --------- |
| 5 000 mètres  | 15 min 6 s 34  | 10 juillet 2021 | Schwaz    |
| 10 miles      | 54 min 54 s    | 20 février 2011 | Bramley   |
| Semi-marathon | 1 h 9 min 34 s | 2 octobre 2016  | Salzbourg |
| Marathon      | 2 h 24 min 8 s | 14 avril 2019   | Linz      |